# Luis de Morales
Pour les articles homonymes, voir Morales.
Luis de Morales, né et mort à Badajoz (v. 1510 - 9 mai 1586), est un peintre espagnol de sujets religieux.

## Sa vie et son œuvre
Selon Palomino, Morales pourrait avoir été un élève du peintre d'origine flamande Pedro de Campaña présent à Séville à partir de 1537, jusqu'en 1563. Cette formation flamande semble avoir profondément marqué le style de Morales. Peut-être a-t-il connu Ferdinand Sturm (en Espagne, Hernando de Esturmio), à Séville.
Cependant le style de Morales témoigne de multiples influences, outre celle de son premier maître flamand. À une technique minutieuse due à sa formation auprès d'un maître flamand, on peut noter son goût pour des formes estompées, le sfumato, à la manière des maîtres lombards de l'entourage de Léonard de Vinci, Bernardino Luini, amenées en Espagne par les peintres valenciens Fernando Yañez et Fernando de Llanos. Il a été aussi influencé par l'école italienne de Michel-Ange, de Raphaël connu en Espagne avec Vicente Masip. Les analogies de couleurs rappellent l'art de Domenico Beccafumi et des artistes siennois. Ces influences ont fait supposer qu'il avait fait un voyage en Italie pour approfondir son répertoire. Dans sa seconde période, ses compositions traduisent l'influence de l'école flamande. Ses compositions semblent reprendre des thèmes se trouvant sur des gravures allemandes, flamandes et italiennes. C'est peut-être par la gravure qu'il a connu les modèles du Titien ou de Sebastiano del Piombo. Par ailleurs, ayant travaillé pour le Portugal, il a pu être en contact avec le maniérisme nordique qui a influence les artistes lusitaniens. Sa forte personnalité lui a permis d'acquérir un style très personnel faisant la synthèse de ces diverses influences.
Toute son œuvre a été peinte sur bois. Ses sujets de prédilection sont les Pietà, les Ecce Homo et les Vierges à l'Enfant. Son réalisme minutieux, joint à l'émotion nue qui se dégage de ses personnages alors même qu'ils se trouvent en proie à une douleur extrême, ont beaucoup touché ses contemporains, qui l'ont surnommé « El Divino », le « divin Morales ».
Le roi Philippe II, qui affectionnait le genre italien, ne lui fit qu'une seule commande, mais lui octroya une pension alors qu'il passait à Badajoz en 1581 pour  aller prendre possession du trône portugais. Palomino a donné le récit de l'étrange dialogue entre le roi et le peintre. Le roi recevant Morales lui dit : Vous êtes très vieux Morales, et le peintre de répondre : Oui Señor, très vieux et très pauvre, le roi demanda alors à son trésorier de lui donner 200 ducats dans le trésor royal pour manger, Morales répliqua alors :  Señor, et pour dîner ?, et le roi de répondre qu'on lui en donne cent de plus. Philippe II a donné un tableau de Morales représentant le Christ avec la croix, sa Mère et saint Jean Évangéliste au monastère San Jerónimo de Madrid, en 1564.
Sa première œuvre certaine est la Vierge à l'oiseau de 1546 (Madrid, San Augustin).
Sa période la plus féconde, entre 1562 et 1569, coïncide avec l'épiscopat de Juan de Ribera à Bardajoz, puis archevêque de Valence en 1569, dont il a fait le portrait.
Il a réalisé une série de retables pour Arroyo de la Luz (1563-1568), Santo Domingo de Évora (1564), San Martin de Plasencia (1565), Higuera la Real (1565-1566), San Felices de los Gallegos (Salamanque, 1572). Il a peint des triptyques et des panneaux de bois isolés pour l'évêque de Badajoz.
À la fin de sa carrière, il a connu une période de décadence avec la production d'œuvres de même facture avec la participation d'un atelier important.
Luis de Morales eut un fils, Cristobal, également peintre, ainsi que plusieurs élèves, parmi lesquels Juan Fernández, dit El Labrador. Il eut aussi nombre d'imitateurs, pour la plupart adeptes du genre maniériste.

## Galerie

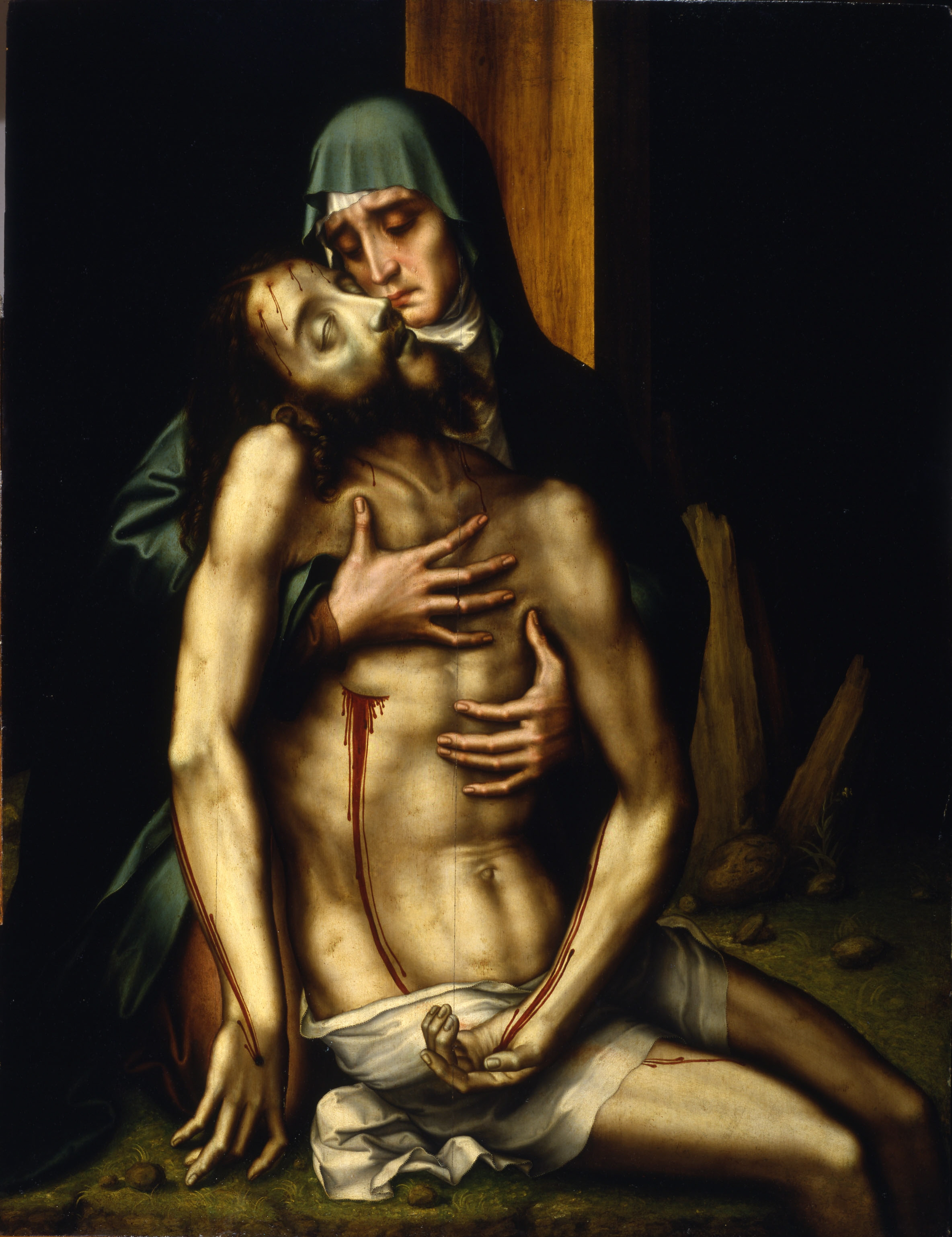
Pietà
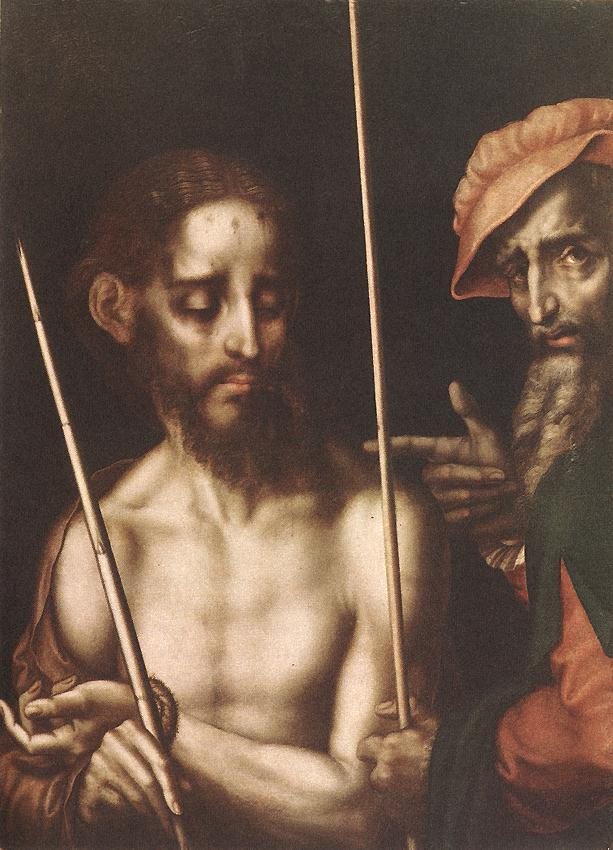
Ecce Homo
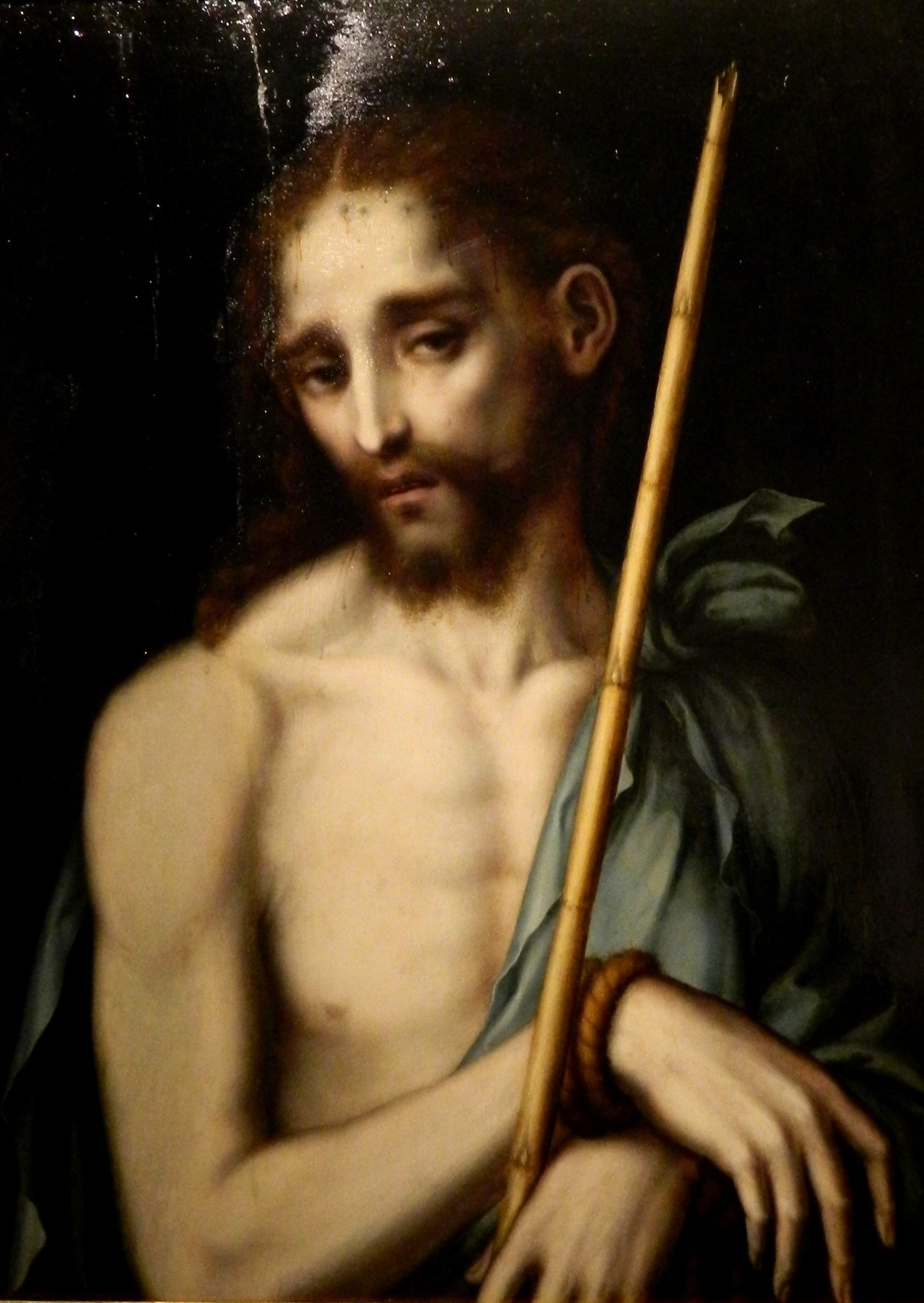
Ecce Homo, Musée des Beaux-Arts de Budapest
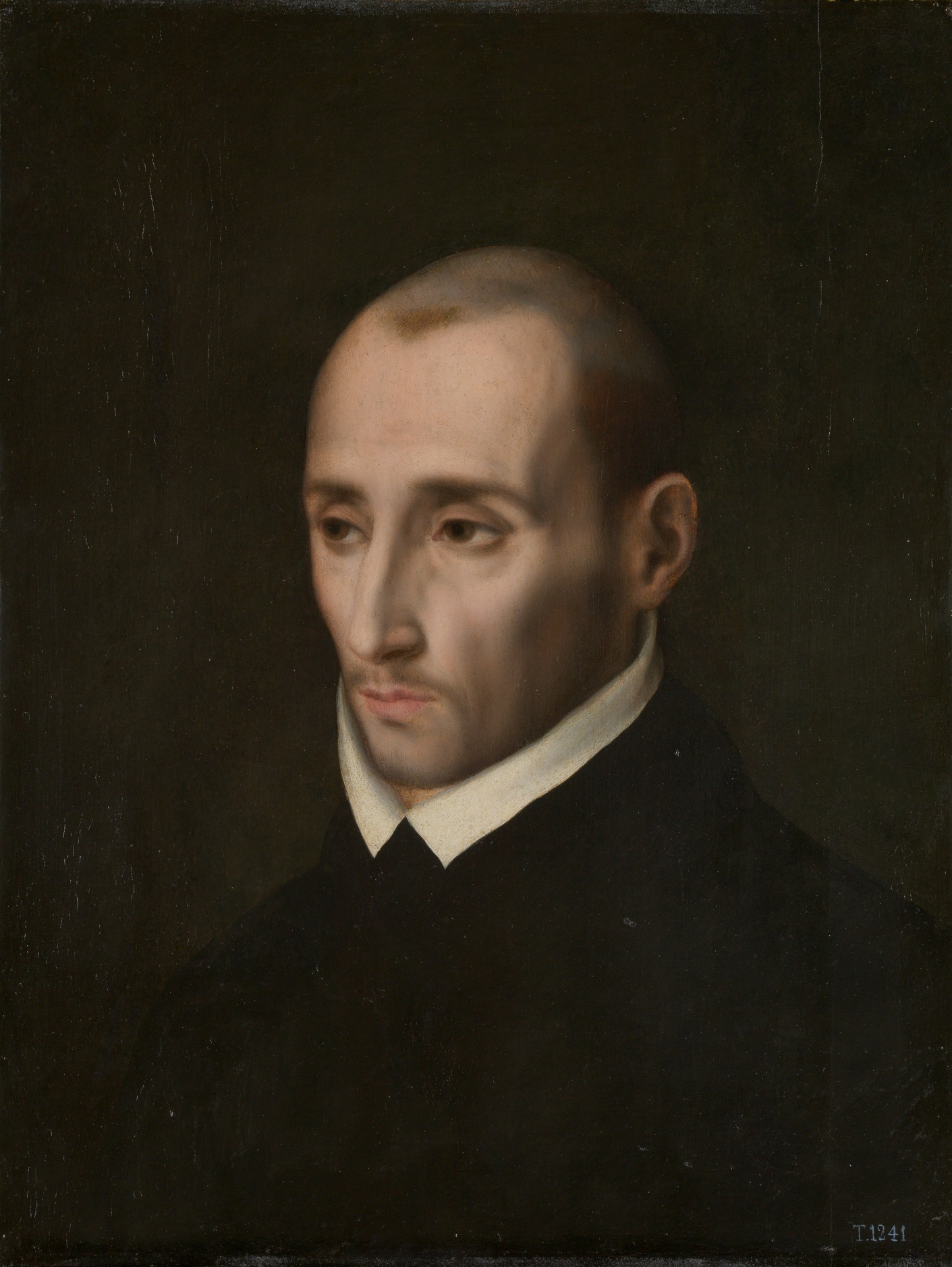
Saint Jean de Ribera
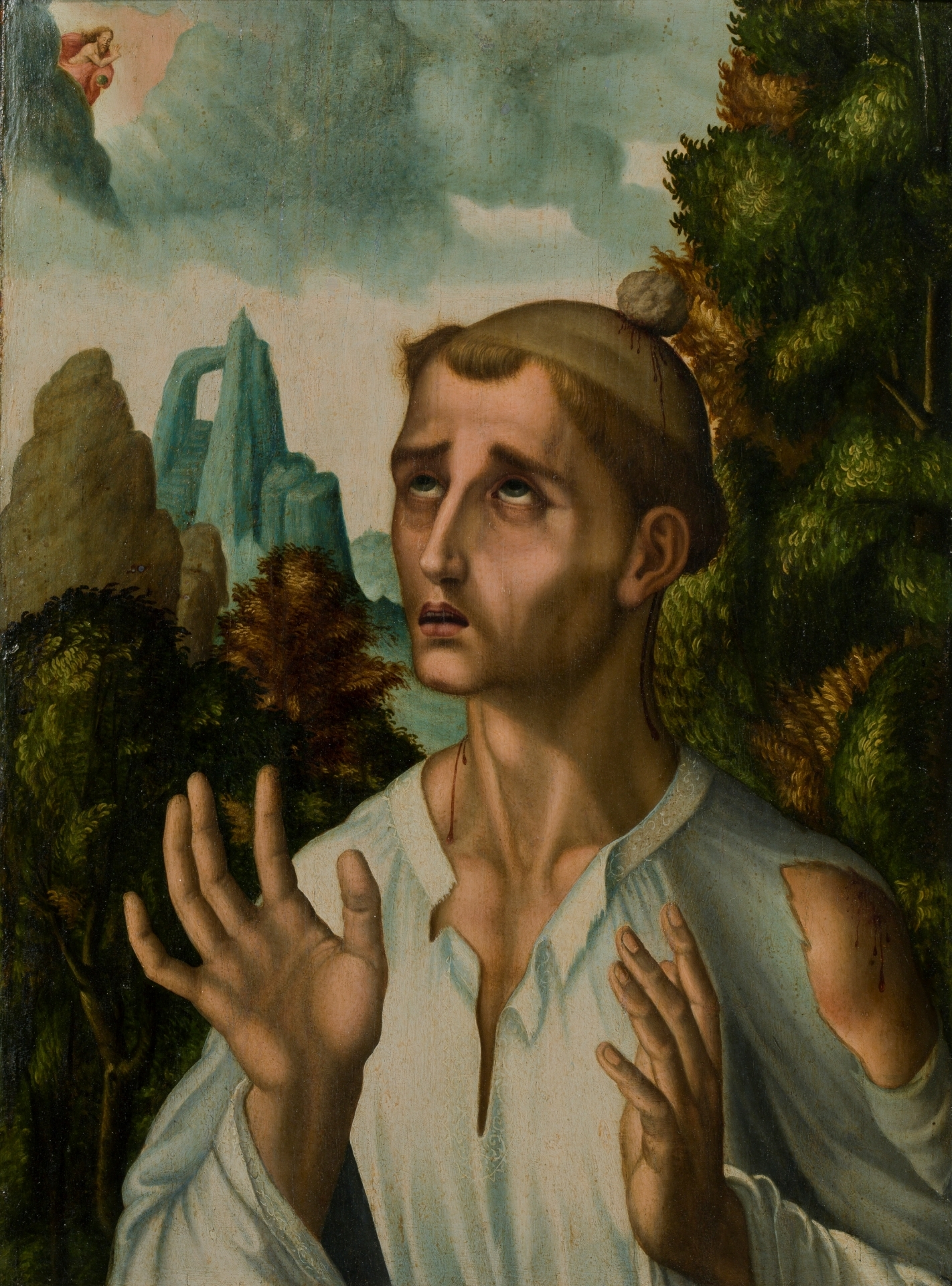
Saint Étienne

## Œuvres sélectionnées
- La Virgen del Pajarito (La Vierge à l'oiseau, 1546), église San Agustín, Madrid.
- La Piedad (La Pietà, 1560), cathédrale de Badajoz.
- San Juan de Ribera (1564), musée du Prado, Madrid.
- Ecce Homo, Hispanic Society of America.
- La Piedad (La Pietà), musée du Prado, Madrid.
- Virgen de la leche (La Vierge allaitant), musée du Prado, Madrid.
- La Madone de la Pureté, chapelle de la Pureté de la basilique Saint-Paul-Majeur de Naples.
- Pietà, musée du Louvre, Paris.
- Saint Jean-Baptiste et saint Paul, musée d'art et d'archéologie du Périgord, Périgueux